# 산업기밀보호센터
산업기밀보호센터(産業機密保護센터, National Industrial Security Center, NISC)는 대한민국의 산업보안 활동을 수행하기 위하여 설립된 대한민국 국가정보원 소속기관이다. 2003년 10월 설립되었다.

## 주요 업무
- 첨단기술 해외유출 차단활동
- 산업보안 교육/컨설팅 및 설명회
- 방산기술·전략물자 불법 수출 차단활동
- 지식재산권 침해 관련 대응 활동
- 외국의 경제질서 교란 차단활동
- 산업스파이 신고상담소 운영

## 같이 보기
- 대한민국 국가정보원
- 111콜센터
- 국가사이버안보센터